# Henri II de Niemodlin
Henri II de Niemodlin (polonais : Henryk II Niemodliński) (1374 – 22 décembre 1394) fut duc titulaire de  Strzelce et de Niemodlin de 1382 jusqu'à sa mort conjointement avec ses frères et corégents.

## Biographie
Henri est le 3e fils de Bolko III d'Opole et de son épouse Anna, fille putative du duc Jean Ier d'Oświęcim. On ne dispose que de peu d'information sur la courte vie d'Henri qui meurt à 20 ans. Dans ses jeunes années il est destiné à une carrière ecclésiastique et étudie à l'Université de Bologne en Italie. En 1383 il reçoit conjointement avec son frère Bernard le duché de Niemodlin (allemand : Falkenberg) après le partage des domaines du duc Henri de Niemodlin qui intervient après sa mort. Selon la  chronique de Jan Długosz, Henri II meurt pendant son retour en Pologne le 22 décembre 1394. Il est inhumé dans l'enfeu ducal de  l'église des franciscains d'Opole.